# Az 1960-as évek Magyarországon

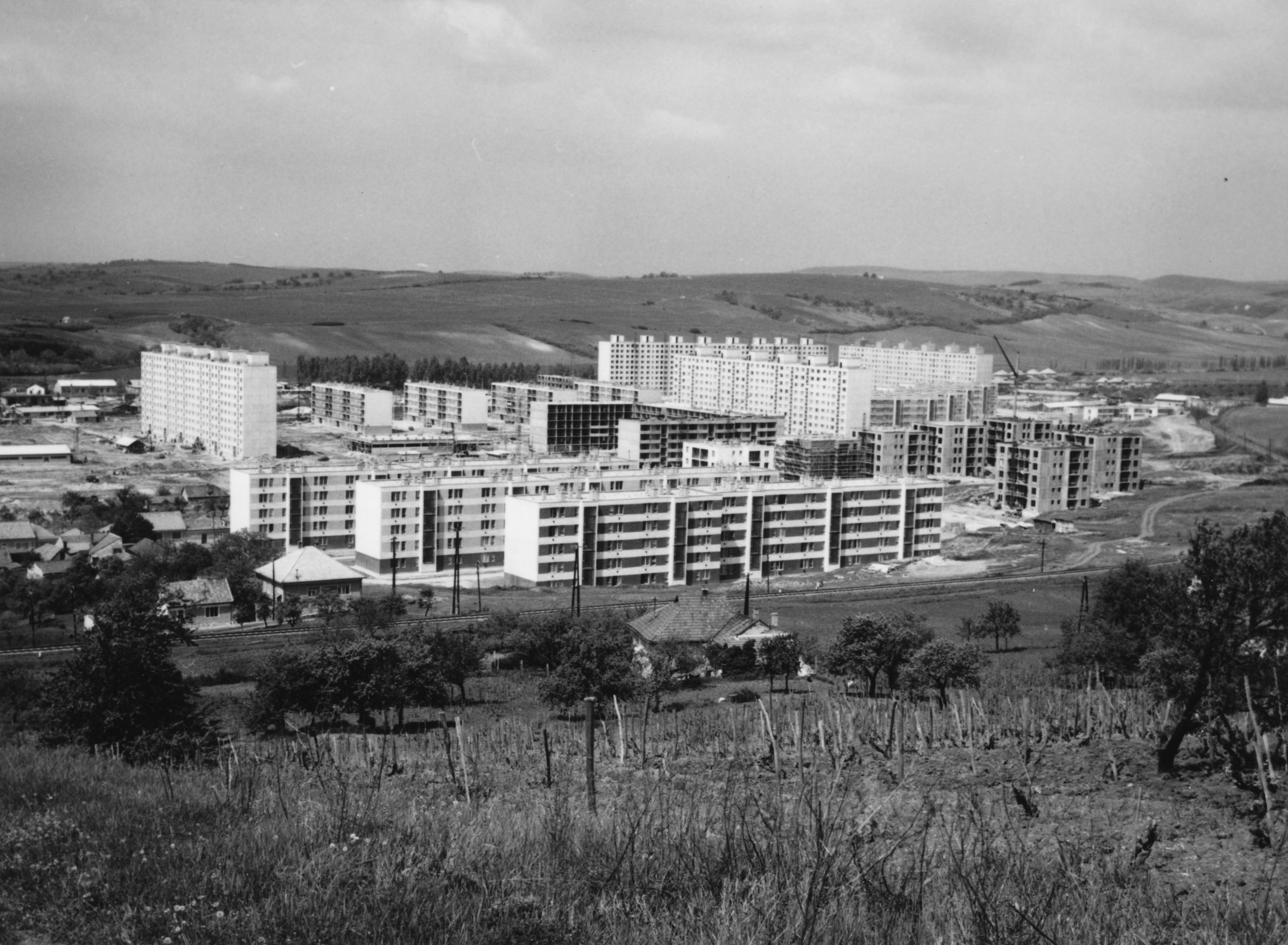
Eger, Csebokszári lakótelep. Az idők folyamán új lakástípusok, ún. panelházak jelentek meg

A hatvanas évek Magyarország számára a fejlődés csúcsát jelentette. A művészet, a társadalom és még sok más fejlődése mára a retró idők legendás korszakává tette Magyarország számára a hatvanas éveket. 

## Otthoni fejlődések
A konyha egyre fejlettebb berendezése leginkább a többi szocialista államot idézte. A kályhák és kemencék helyett megjelentek az új gáztűzhelyek, amelyekhez már nem kellett befűteni, hanem kapcsolókkal, gombokkal irányítani lehetett.
Az egyszerű lakás mellett panelházak is épültek, ezek több helyen lakóparkot képeztek. Budapest is ekkor ért fejlettségének csúcsára.

### Szatócsboltból ABC
Az egyszerű, parasztos hangulatú szatócsboltok helyett egyre több ABC épült fel szerte az országban. A háztartások nélkülözhetetlen ételeit, eszközeit az ilyen ABC-üzletekben lehetett kapni.

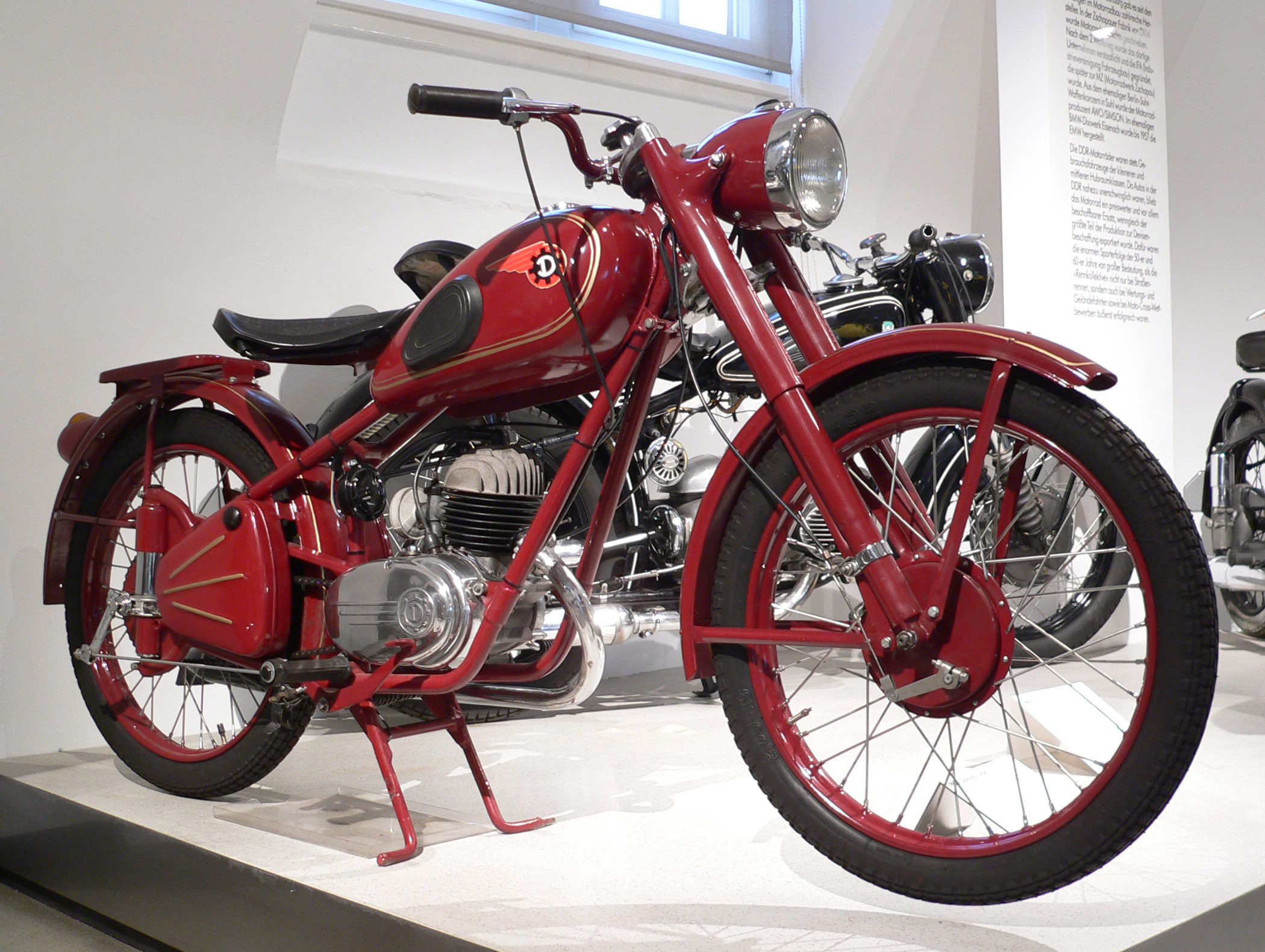
Csepel motorkerékpár

## Közlekedés
A közlekedésben is új járművek jelentek meg. Azokban az időkben a magyarok buszt is gyártottak (Ikarusz). A Csepel motorkerékpár, amit már az ötvenes években is gyártottak, népszerűségének tetőpontjára ért.

## Tévékészülékek
A legnépszerűbb magyar tévé, amit gyártottak, az a Orion Kékes volt. A televízión egyszerre egy csatorna (TV1) ment, de egyes készülékeknél foghatóak voltak egyes nyugati, itthon tiltott tévécsatornák is. Egyes vidéki falvakban mindössze egyetlen házban volt csak tévékészülék.
A magyar rádióiparnak is jelentős sikere volt.

## Divat, öltözködés

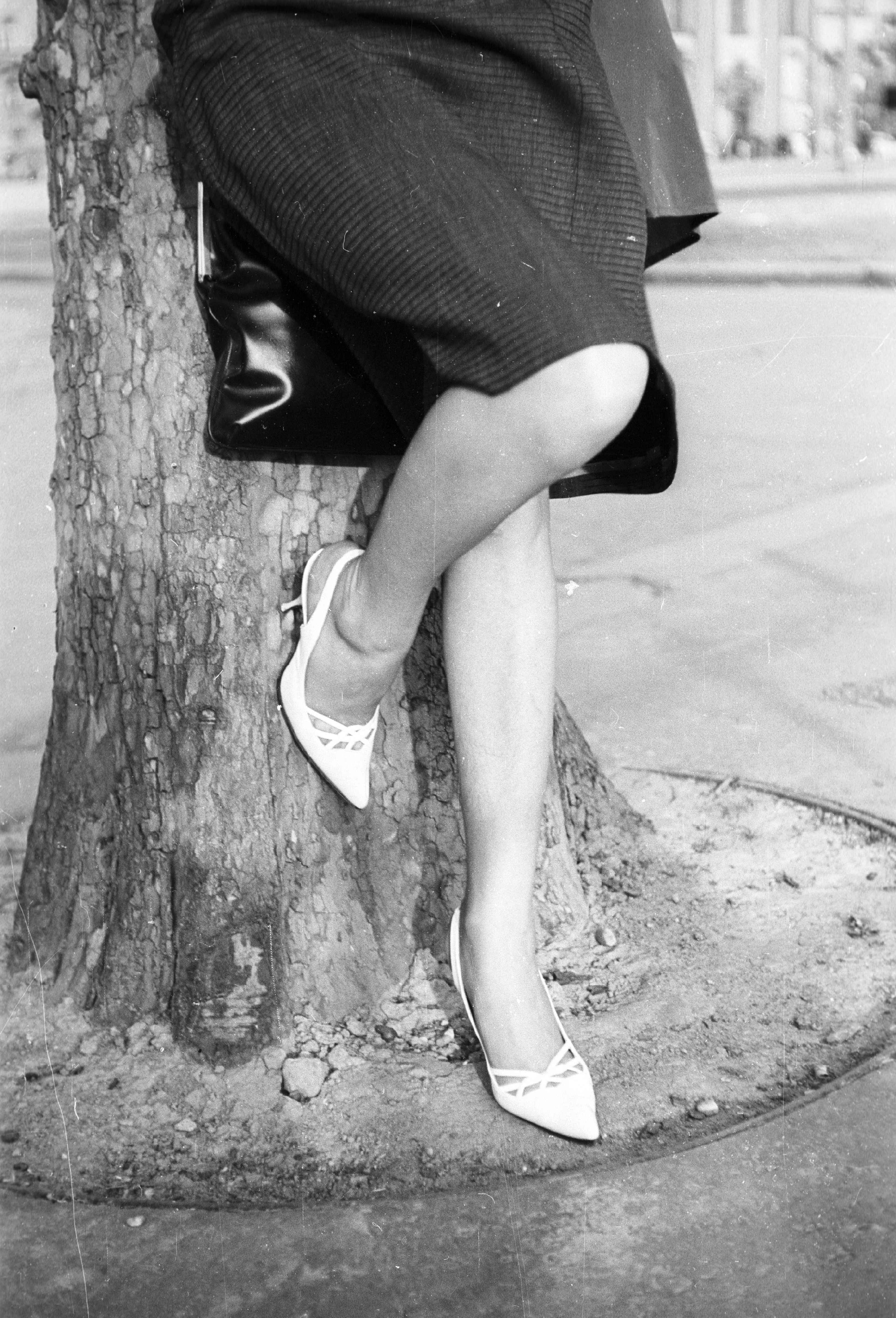
Női szoknyadivat

Az életmód jellegzetes mutatója az öltözködés. Számos új ruhát mutattak be a hatvanas évek második felében. Ezek nagy része az akkor népszerűsödő műanyagból készült. A Beatles-gombafej, a miniszoknya, a fru-fru és a nagykabát is nagy népszerűségnek örvendezett. 

## Kabaré
A kabaré akkoriban nagyon népszerű volt. A színészek gyakorta léptek fel humoristaként a színpadon. Bár színész is volt, népszerű humoristaként tartották számon Hofi Gézát.
Népszerűek voltak még a vidám kisfilmek, jelenetek. Rodolfo bűvészként is ilyen műfajban lett ismert.

### Ki mit tud?

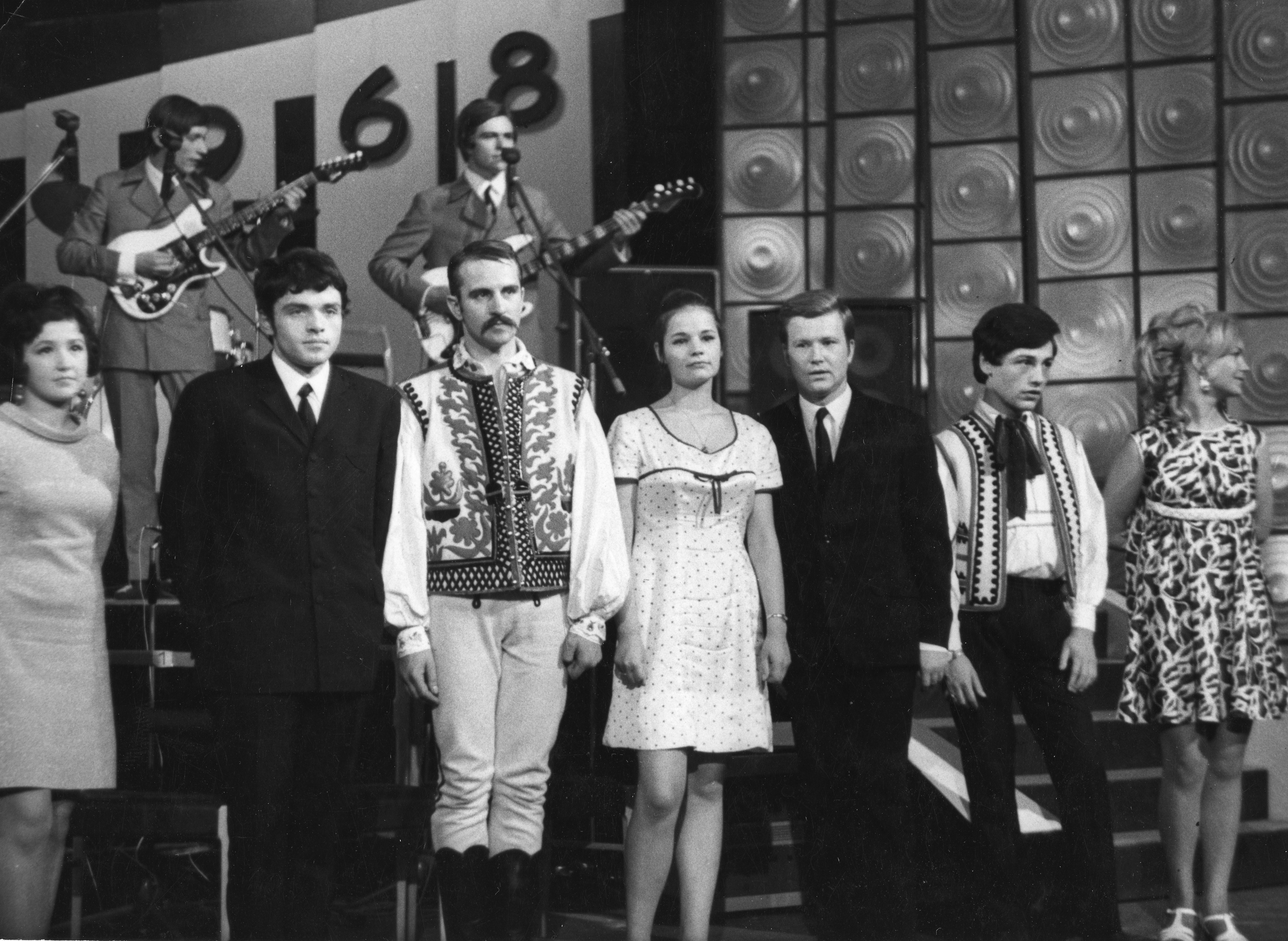
Az 1968-as Ki Mit Tud? döntőbe jutott versenyzői

A Ki mit tud? is népszerű versenynek látszott. A legelső Ki mit tud? 1962-ben volt látható a televízión, ám mindjárt hatalmas nézettséggel rendelkezett.

## Zene

### Táncdalfesztivál
A Táncdalfesztivál is népszerű műsor volt. Olyan előadók jelentkeztek a műsorba, mint a szólisták közül Koncz Zsuzsa, Zalatnay Sarolta, Kovács Kati, Szécsi Pál vagy Koós János, az együttesek közül pedig az Illés, Metro, Omega vagy mint az Express.

## Utazások
A hatvanas évek felé egyre népszerűbbek lettek az utazások.

## Fényképek

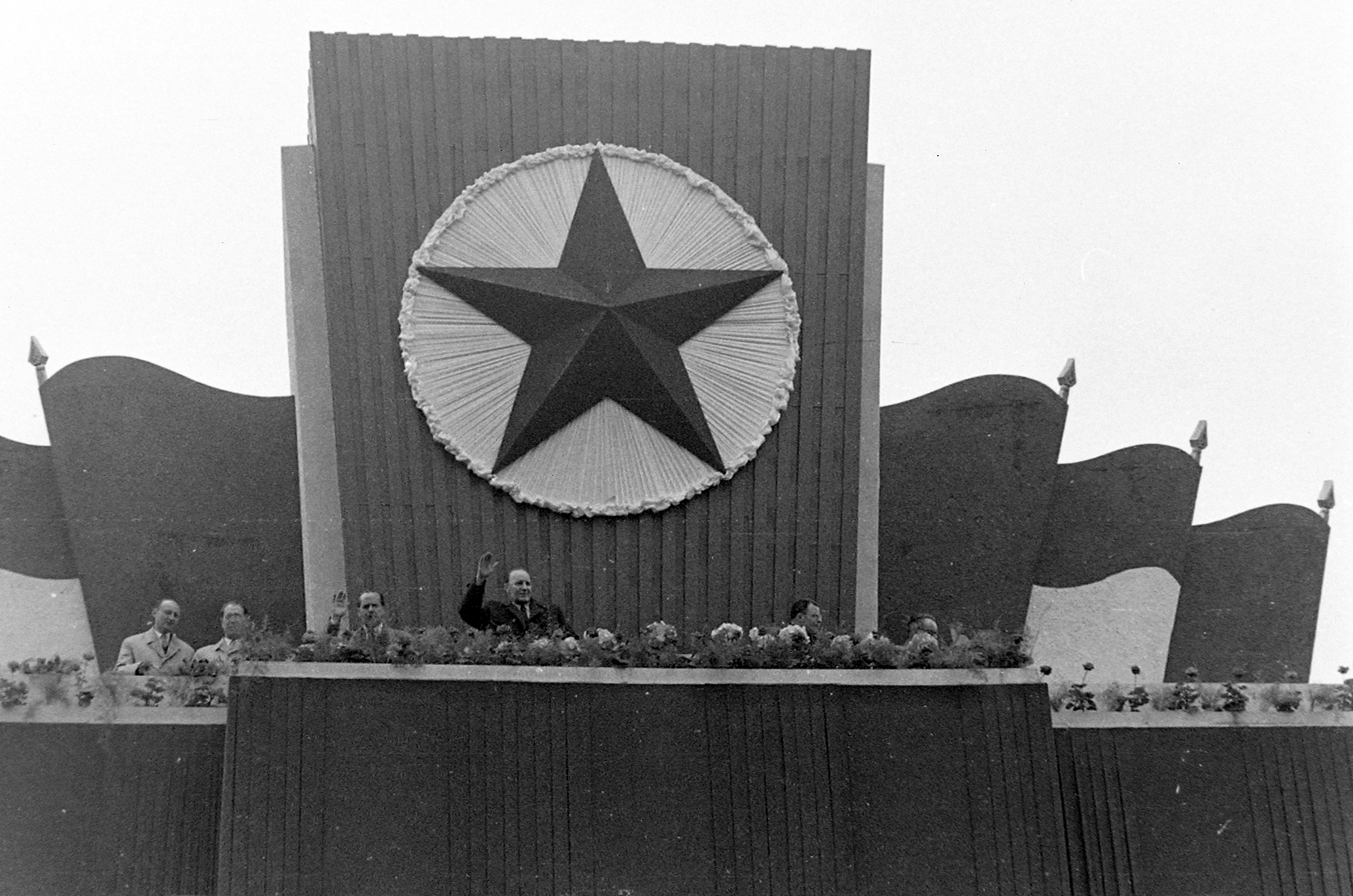
Vörös csillag
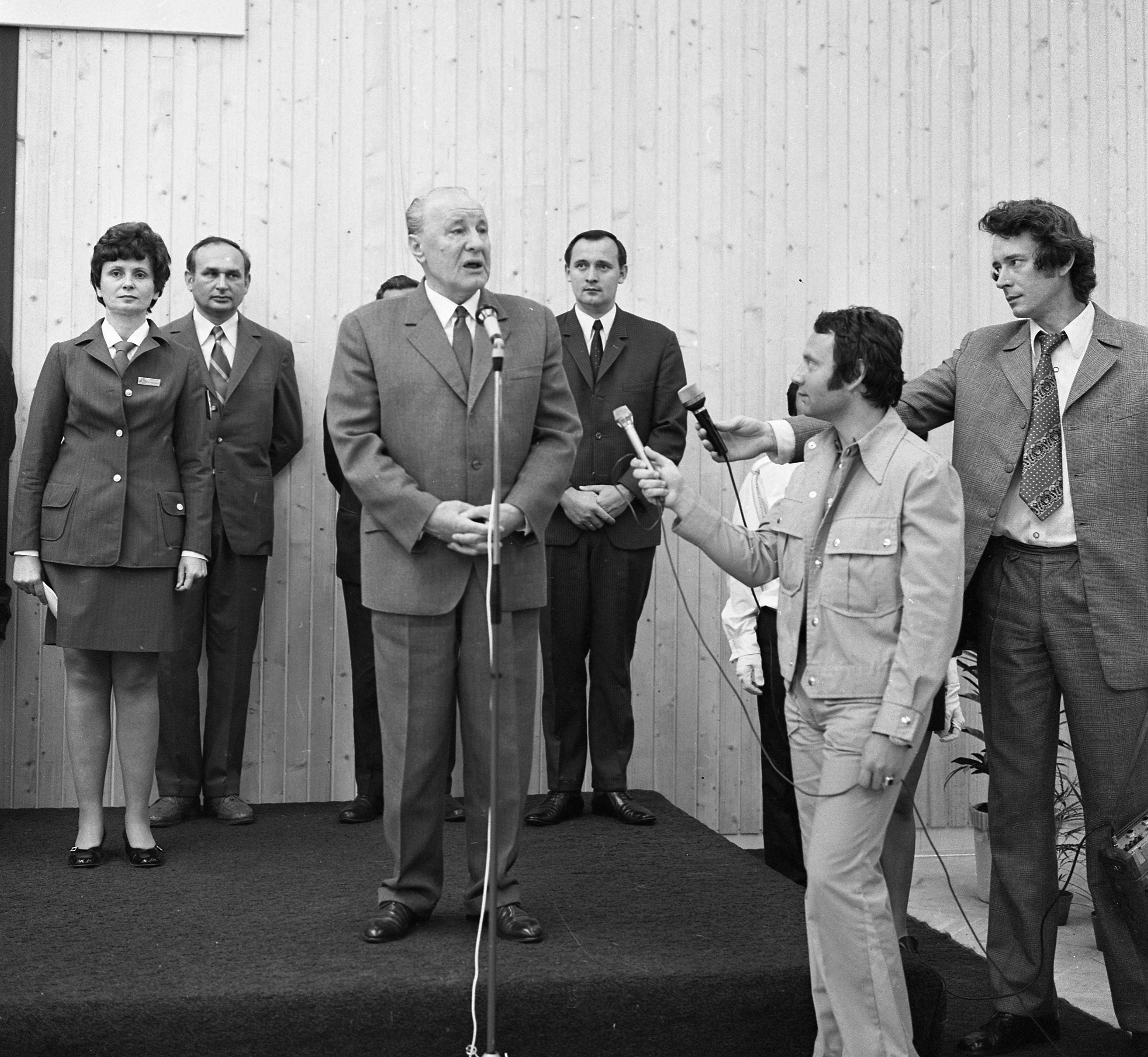
Kádár János pártfőtitkár beszédet mond
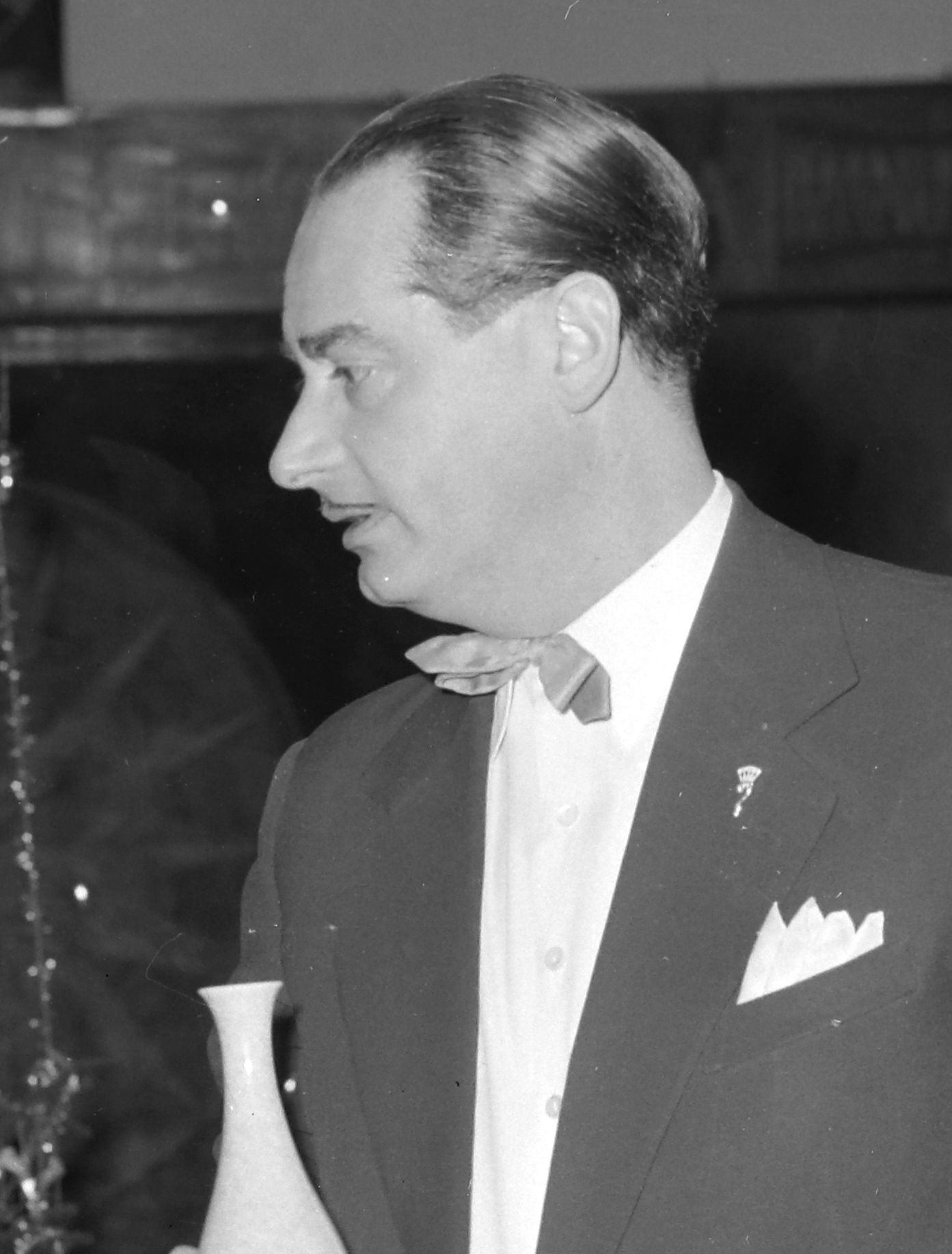
Rodolfo bűvész
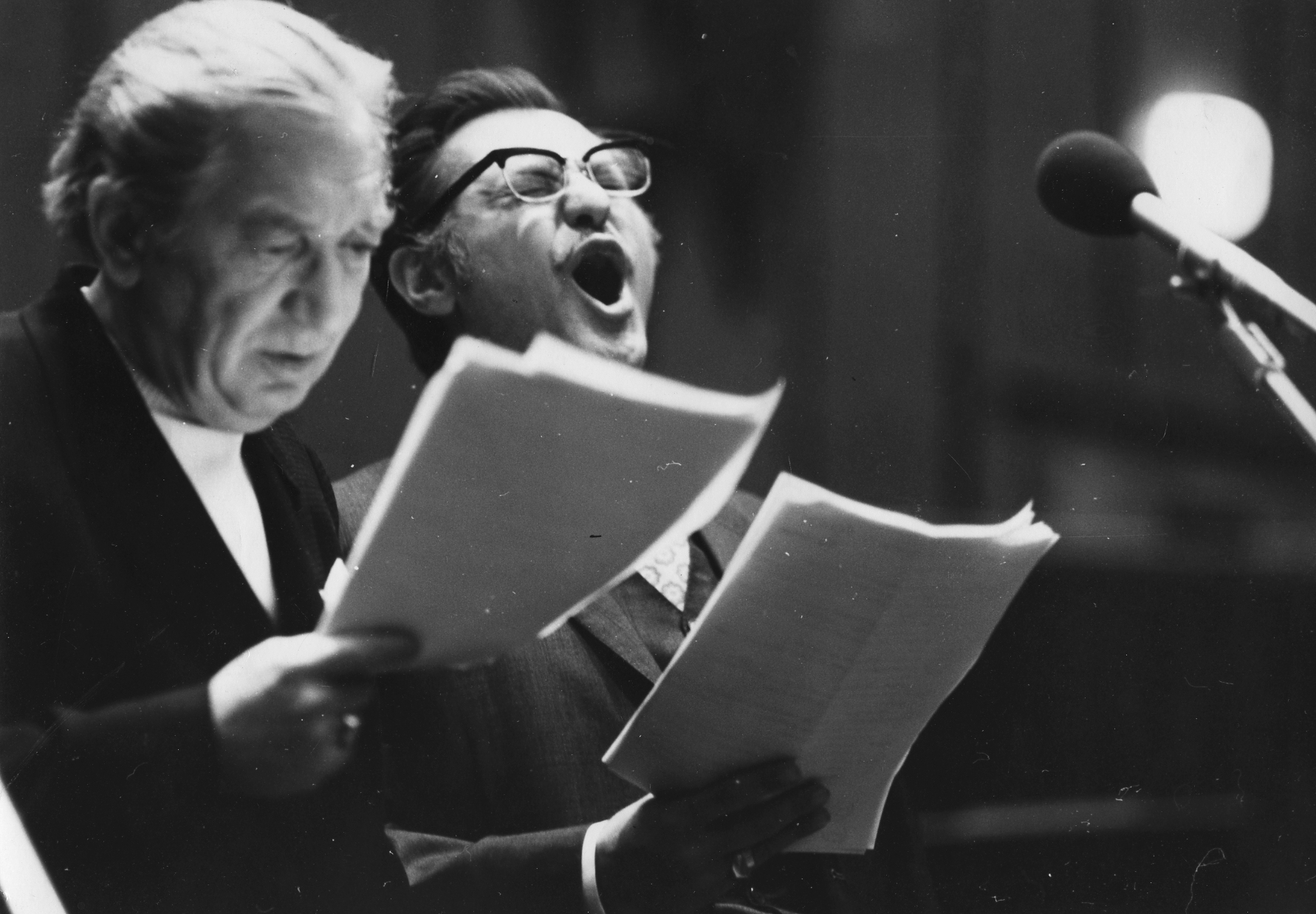
A Rádiókabaré felvételén Csákányi László és Agárdy Gábor